# Tbc Today
tbc Today（てぃーびーしー・とぅでい）は、東北放送ラジオ（tbcラジオ）で毎週月曜 - 木曜に放送されている生放送のラジオ番組。

## 概要
2023年秋の番組改編で、同時間帯に放送されていた『プレスポ』の終了に伴い、同年10月2日に放送開始。

## 放送時間
プロ野球シーズン編成によっては放送時間が異なる
ナイターシーズン（4月～9月）
- 2024年4月1日 - 9月26日、2025年3月31日 - : 16:55 - 17:59[1]

シーズンオフ（10月～3月）
- 2023年10月2日 - 2024年3月28日、2024年9月30日 - 2025年3月27日: 16:55 - 18:15[2]

　※10月以降もTBCパワフルベースボールにて東北楽天ゴールデンイーグルスの試合を放送する場合は、夏季編成に準じる。

## パーソナリティ
- tbcアナウンサーのシフト制

## 主なコーナー
- 16:55 オープニング
- 17:00 tbcニュース（CMのみニュースパレードネット受け）
- 17:05 Hit Chart Graffiti（担当：根本宣彦 アナウンサー）
- 17:10 tbc交通情報
- 17:14 Today's クローズアップ
- 17:24 イーグルスtoday（野球シーズン中のみ：楽天イーグルス情報）
- 17:30 ネットワークトゥデイ（TBSラジオのネット受け）
- 17:45 tbc交通情報
- 17:47 tbcニューストゥデイ
- 17:56 エンディング（夏季）

※以下は冬季編成の場合
- 18:00 Today'sトピック（パーソナリティによる日替わり特集コーナー）
- 18:12 エンディング